# Ахмет Хамди Танпинар
Ахмед Хамди Танпинар (тур. Ahmet Hamdi Tanpınar; Истанбул, 23. јун 1901 — Истанбул, 24. јануар 1962), је био турски песник, приповедач, есејиста и филозоф. Сматра се једним од најзначајнијих представника модернизма у турској књижевности. Радио је као наставник у школи, предавач естетике, митологије и књижевности на истанбулском универзитету, а био је и члан турског парламента (тур. Türkiye Büyük Millet Meclisi, срп. Велика народна скупштина Турске), 1943 — 1946 године.

## Биографија

### Рани живот и образовање
Танпинар се родио у Истанбулу (општина Фатих, четврт Шехзадебашу, тур. Şehzadebaşı), 23. јуна 1901. године као најмлађе од троје деце Хусеин Фикри ефендиje (тур. Hüseyin Fikri Efendi), и Несиме Бахрије хануме (тур. Nesime Bahriye Hanım). Отац му је био судија са коренима из Грузије, турског порекла. Дечаштво је провео у градовима где је отац обављао судијске дужности: Истанбулу, Синопу, Киркуку, Сирту и Анталији. Мајку је рано изгубио 1915. године, током путовања из Киркука, услед последица тифуса. Завршио је средње школовање у Анталији, а затим је 1918. године уписао Пољопривредну школу Халкали (тур. Halkalı Ziraat Mektebi), коју је напустио после прве године. Године 1919. уписао је студије на Филолошком факултету Универзитета у Истанбулу (тур. İstanbul Üniversitesi Edebiyat Fakültesi), да би их 1923. успешно завршио.

### Професионална каријера
По завршетку студија, започео је професионални пут као наставник књижевности у Лицеју у Ерзуруму (тур. Erzurum Lisesi), 1923. године, након чега је у периоду од 1926. до 1932. године предавао у средњим школама у Конији, Анкари и Истанбулу, укључујући и чувену Кадиκојску гимназију (тур. Kadıköy Lisesi). Радио је на Педагошком институту  Гази (тур. Gazi Terbiye Enstitüsü) и Истанбулској академији лепих уметности (тур. İstanbul Güzel Sanatlar Akademisi). На Академији лепих уметности, поред наставе књижевности, Танпинар је предавао у областима естетике у уметности, историје уметности и митологије (1932 — 1939), што је имало пресудан утицај на његов интелектуални и уметнички развој. Непосредни контакт са немачким професорима и класичном музиком запада, пробудили су у њему дубоко интересовање за уметност и музику. Од 1930. године започео је редовно објављивање поезије у часописима као што су Мили Меџмуa (тур. Millî Mecmua, срп. Национални часопис) и Хајат (тур. Hayat, срп. Живот), при чему је раније, 1929. године, представио јавности и своје прве преводе са немачког и француског језика, укључујући дела Ернста Теодора Амадеуса Хофмана и Анатола Франса. На Конгресу турских просветних радника (тур. Maarif Kongresi) одржаном 1930. године, истакао се као заговорник реформи у настави националне књижевности. Посебно се залагао за ревизију схватања о значају Танзимата као почетне тачке модерне турске књижевности, чиме је подстакао живу академску дебату у културним и научним круговима. Наредни период (1933.) обележен је предавањима на Музејно-педагошком институту и уметничкој школи (тур. Sanayi-i Nefise Mektebi), након чега је 1939. године именован за професора предмета Историја турске књижевности XIX века (тур. XIX. Asır Türk Edebiyatı Tarihi) на Филолошком факултету Истанбулског универзитета (тур. İstanbul Üniversitesi Edebiyat Fakültesi), иако није поседовао докторску титулу.
Ово постављење извршено је указом тадашњег министра просвете Хасана Алија Јучела (тур. Hasan Âli Yücel). Године 1940. објављује први том капиталног дела Историја турске књижевности XIX века (тур. XIX. Asır Türk Edebiyatı Tarihi), који обухвата период до 1885. године. Те исте године је, у оквиру редовне војне службе, обављао дужност артиљеријског поручника. Уследила је политичка етапа његовог живота, постаје посланик у Великој народној скупштини Турске, у периоду од 1943. до 1946. године а затим и инспектор Министарства просвете (тур. Millî Eğitim Bakanlığı), 1946. Након што се није кандидовао за поновни избор, 1946. године се враћа академском раду, најпре на Академији, а затим и на факултету током 1948. и 1949. године. Међународна научна признања омогућила су му учешће на важним европским конгресима у: Паризу 1955. године, Венецији (1955. и 1958.) и Минхену 1957. У оквиру Рокфелерове стипендије (тур. Rockefeller Bursu), боравио је у Европи у периоду 1959 — 1960. ради прикупљања грађе за други том Историје турске књижевности XIX века. Наставио је да ради као професор на Катедри за нову турску књижевност све до своје смрти 1962. године. Са годинама, здравље му се све више нарушавало. Преминуо је од срчаног удара 24. јануара 1962. године у Истанбулу, у шездесетој години живота. Сахрањен је на на гробљу Ашијан (тур. Aşiyan Mezarlığı) у Истанбулу, у непосредној близини гроба свог књижевног узора Јахје Кемала Бејатлиа. На његовој надгробној плочи уклесани су први стихови из његове познате песме Нисам у времену (тур. Ne içindeyim zamanın):
| „ | Нити сам у времену, нити сасвим ван њега; | ” |

Ови стихови изражавају његову сложену филозофску позицију о односу човека према времену, која одражава дубоку унутрашњу борбу између пролазности и вечности.

## Поетика Ахмета Хамди Танпинара
Поетика Ахмета Хами Танпинара представља синтезу осећања раскола између традиције и модерности, али и тежње ка естетском помирењу оријенталног и западног културног наслеђа. У његовој поезији, прози и есејима доминира мотив времена као флуидне категорије која истовремено носи трагове прошлости и неминовност пролазности. Посебно је значајно што Танпинар успева да „унутрашњи ритам“ поезије претвори у кључни стваралачки принцип, чиме наставља линију симболизма и европског модернизма, али уоквирену специфично турском осећајношћу. У кључним песмама, као што су Нисам у времену и Време у Бурси (тур. Bursa’da Zaman), Танпинар користи временске парадоксе како би истакао лични и национални идентитет који се колеба између османске прошлости и захтева савременог доба. Његова проза, најпознатија по романима као што је Спокој (тур. Huzur) и Институт за подешавање времена (тур. Saatleri Ayarlama Enstitüsü), обилује снажном симболиком, „музикалношћу језика“ и рефлексивним слојевима који осликавају кризу појединца у транзицијском друштву. Танпинарова поетика блиска је концепту „естетског меланхолијског погледа на историју“, како га дефинише Нурдан Ђурбилек (тур. Nurdan Gürbilek) и дубоко је обележена утицајем његових филозофских и музичких интересовања. Његова запажања о турској књижевности 19. века, изложена у капиталном делу Историја турске књижевности XIX века, показују његову способност да и као историчар књижевности остане доследан поетским интуицијама, повезујући уметнички израз са критичким увидом. 

### Поређење са другим турским ауторима његовог времена
Анализа дела Ахмета Хамди Танпинара добија пуни смисао када се упореди са стваралаштвом његових савременика, који су, сваки на свој начин, одражавали комплексне идејне и културне токове турског друштва у првој половини 20. века. Упоређујући стваралаштво Ахмета Хамди Танпинара са књижевним делима његовог времена, уочавају се дубоке разлике у поетичким визијама и идејним полазиштима. Ово поређење омогућава да се јасније сагледају специфичности Танпинарове поетике и његовог односа према традицији, модерности и духовним питањима која су обликовала турску књижевност тог доба. Тако на пример:
- Неџип Фазил Кисакурек (тур. Necip Fazıl Kısakürek)[III] заузима експлицитно идеолошки став, са снажним нагласком на исламској метафизици и политичком ангажману, што његову поезију и драму чини директнијом и конфронтативнијом од Танпинаровог суптилног и естетски префињеног истраживања времена и свести.[14]
- Нури Пакдил (тур. Nuri Pakdil)[IV] се профилише као аутор чији је приоритет јасан културни отпор западњачким утицајима; његов књижевни израз има више карактер идеолошког манифеста него уметничке интроспекције, по чему се разликује од Танпинара, који остаје дубоко посвећен самоанализи и универзалним питањима људског постојања.[16]
- Самиха Ајверди представља специфичан контрапункт Танпинару: њена проза, снажно утемељена у суфизму и посвећена османском наслеђу, посматра Истанбул као место духовне обнове, док Танпинар види исти град као позорницу драме времена и унутрашњег раскола савременог човека. Иако оба аутора Истанбул третирају као метафизички простор, Танпинар приступа мистици више естетски и симболички, док Ајверди афирмише отворену духовну идеологију.[17]

### Критике и тематска усмереност
Књижевност Ахмета Хамди Танпинара често се тумачи као стваралаштво које обитава између два културна пола, источне традиције и западне модерности, без јасног ослонца ни на један од њих. Његови романи Спокој и Институт за подешавање времена снажно осликавају напетост између историјског наслеђа Османског царства и брзо надирајућих токова савременог друштва у Републици Турској. Есејистичко дело Пет градова (тур. Beş Şehir), са правом се сматра једним од најважнијих примера приказивања градова као живих симбола културе и историје, јер Танпинар у њему успева да повеже сећање на прошлост са модерним животом, приказујући Истанбул, Бурсу, Анкару, Ерзурум и Конју као места с дубоким значењем за турски идентитет. Тематски, Танпинарова дела доследно истражују психолошку димензију појединца који се налази између прошлости и модерности, питања националног идентитета и дубоке кризе времена у друштву које се брзо мења. Његов најпознатији роман Институт за подешавање времена надалеко је цењен као иронична и слојевита критика бирократизације модерног живота, али пре свега као снажна психолошка анализа појединца који пати од немогућности да се прилагоди савременом добу. Ликови овог романа, сваки на свој начин, боре се да опстану у модерним условима, чиме мотив времена добија централно и филозофско значење. На националном нивоу, Танпинарова дела се често тумаче кроз призму меланхолије која је обележила период пре и после пада Османског царства (често називан „постимперијални сентимент“), у којем се преплићу осећаји губитка и трагања за новим идентитетом. Ахмет Хамди Танпинар је открио један од најдубљих аспеката свог књижевног идентитета у својим песмама и стекао је јединствено место у турској поезији својим лирским наративом који носи утицај музике и симболике. Турска књижевна критика и медији истичу Спокој и Институт за подешавање времена као водеће примере модерног турског романа. Жанровска разноликост Танпинаровог опуса, који обухвата поезију, прозу, есеје и књижевно-историјска дела, показује јединствени спој документарног и песничког израза. Његова тематска фокусираност на модернизацију, национални идентитет и психолошке процесе унутар урбаног простора оставила је трајан утицај на турску књижевност. Дуготрајна академска рецепција, са бројним студијама и укључивањем његових романа међу најбоља дела турске књижевности, као и институционално наслеђе у виду музеја, потврђују Танпинарову културну и историјску важност.

## Наслеђе, утицај и значај
Ахмет Хамди Танпинар данас се с правом сматра једним од кључних представника турског књижевног модернизма, јер је својим делима успео да литературу учини мостом између османске прошлости и савремених вредности Републике Турске. Његов опус спаја источну и западну културну традицију, како на нивоу мотива (музика, историјска меморија, сан) тако и кроз стил који комбинује поетску сензибилност и документарну прецизност. Почев од 1970-их година, интересовање за Танпинаров живот и дело значајно је порасло: његови дневници, писма и лични рукописи постали су предмет истраживања, а само до 2007. године објављено је преко 800 чланака и 27 монографија у збиркама попут Једна ружа у овим тминама (тур. Bir Gül Bu Karanlıklarda). Данас, сведочанство његовог трајног значаја представља Музеј књижевности и библиотека Ахмет Хамди Танпинар (тур. Ahmet Hamdi Tanpınar Edebiyat Müze Kütüphanesi), отворена 2011. године у Истанбулу као институција посвећена очувању и промоцији његовог наслеђа.

## Награде и признања
Иако за живота Ахмет Хамди Танпинар није добијао велика званична признања, његов књижевни значај препознат је посмртно:
- Године 1974. Турско књижевно друштво (тур. Türk Dil Kurumu) постхумно му је доделило Специјалну награду за допринос модерној турској књижевности.
- Његова дела редовно се налазе на листама најбољих турских књига, укључујући избор 100 најбољих турских романа, где су  Институт за подешавање времена и Спокој сврстани на 3. и 4. место.[24]
- Отварање Музеја књижевности и библиотеке Ахмет Хамди Танпинар у Истанбулу 2011. године сведочи о институционалном признању његовог књижевног наслеђа.[25]

## Изабрана дела
Међу најзначајнијим делима Ахмета Хамди Танпинара су:

### Романи
- Спокој (тур. Huzur, 1949), преведен на српски;[10]
- Институт за подешавање времена (тур. Saatleri Ayarlama Enstitüsü, 1962), преведен на српски;[11]
- Они ван сцене (тур. Sahnenin Dışındakiler, 1973);
- Махур Бесте (тур. Mahur Beste, 1975);
- Жена на Месецу (тур. Aydaki Kadın, 1987):
- Суатово писмо (тур. Suat'ın Mektubu, 2018).

### Песме
- Песме (тур. Şiirler, 1961).

### Студије и књижевно-историјска дела
- Тевфик Фикрет (тур. Tevfik Fikret, 1937);
- Историја турске књижевности XIX века (тур. XIX. Asır Türk Edebiyatı Tarihi, 1949, 1966, 1967).

### Есеји
- Пет градова (тур. Beş Şehir, 1946);
- Јахја Кемал (тур. Yahya Kemal, 1962);
- Чланци о књижевности (тур. Edebiyat Üzerine Makaleler, 1968, састављено након његове смрти);
- Као што живим (тур. Yaşadığım Gibi, 1970, састављено након његове смрти).

### Приче
- Снови Абдулах ефендије (тур. Abdullah Efendinin Rüyaları, 1946);
- Летња киша (тур. Yaz Yağmuru, 1955);